# Papiro 30

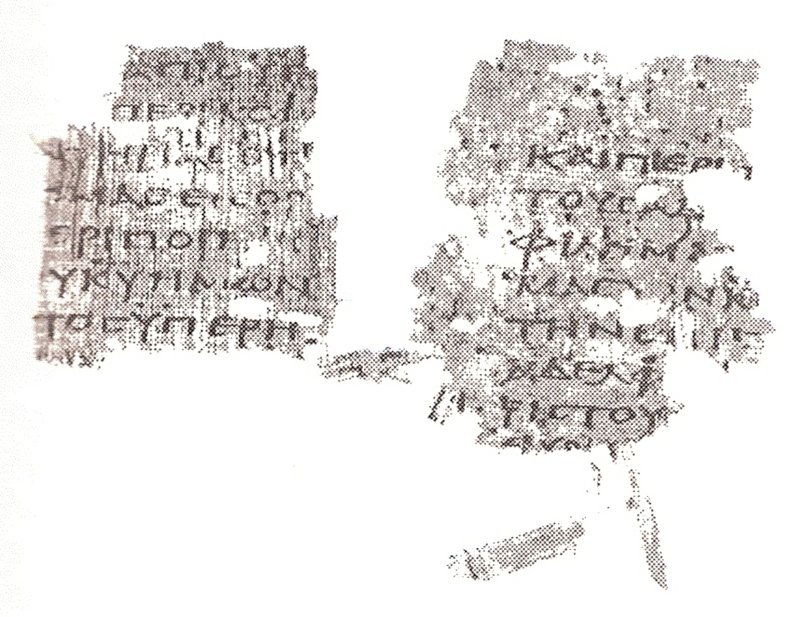
El ^{30} contiene parte del texto de 1 Tesalonicenses, 2 Tesalonicenses 4-5

El Papiro 30 (en la numeración Gregory-Aland), designado como {\displaystyle {\mathfrak {P}}}30, es una copia antigua del Nuevo Testamento en griego koiné. Es un manuscrito en papiro de las cartas de Pablo, contiene únicamente 1 Tes 4:12-5:18. 25-28; y 2 Tes 1:1-2; 2:1.9-11. El manuscrito ha sido asignado paleográficamente al siglo III.

## Descripción
El tamaño de cada hoja del códice es de 17 a 27 cm. El texto está escrito en una columna por página, en 33 líneas por página. El manuscrito está escrito en letras unciales grandes. Los nombres sagrados están escritos de forma abreviada. El número de páginas 207 y 208 muestran que el manuscrito era una colección de las cartas de Pablo. Es un manuscrito hecho cuidadosamente.
El manuscrito fue preparado cuidadosamente. El tamaño de las letras y hojas indican que fue utilizado para las lecturas litúrgicas.
Según Comfort este es uno de los seis manuscritos más antiguos de las Cartas de Pablo. Los otros cinco son: {\displaystyle {\mathfrak {P}}^{13}}, {\displaystyle {\mathfrak {P}}^{15}}/{\displaystyle {\mathfrak {P}}^{16}}, {\displaystyle {\mathfrak {P}}^{46}}, {\displaystyle {\mathfrak {P}}^{49}}, {\displaystyle {\mathfrak {P}}^{92}}.

## Texto
El texto griego de este códice es una representación del tipo textual alejandrino (más bien protoalejandrino). Aland lo ubicó en la Categoría I. Según Comfort este códice muestra mayor coincidencia con el Códice Sinaítico que con el Vaticano (en 11 de 13 variantes).
Según Grenfell coincide cuatro veces con el B al contrario de א A, una vez con BA al contrario de א, dos cono א A al contrario de B, una vez con א al contrario de B A.
Según Comfort fue escrito a principios del siglo III.

## Historia
El manuscrito fue descubierto en Oxirrinco por Grenfell y Hunt, publicaron el texto en 1919. En la lista de manuscritos encontrados en Oxirrinco se ubicó en la posición 1598. Ernst von Dobschütz lo ubicó en la lista de los manuscritos del Nuevo Testamento en el grupo de los papiros con el número 30.
Aland lo fechó al siglo III, y Comfort a principios del siglo III, debido a la similitud con el manuscrito: P. Dura-Europos 2, P. Oxy. 867, P. Oxy. 1398, 1600 y P. Oxy
Actualmente está guardado en la Universidad de Gante (Inv. 61) en Gante.

## Lectura adicional
- B. P. Grenfell & A. S. Hunt, Oxyrynchus Papyri XIII, (Londres 1919), pp. 12-14.